# Thaumantis klugius
Thaumantis klugius är en fjärilsart som beskrevs av Zinken-sommer 1831. Thaumantis klugius ingår i släktet Thaumantis och familjen praktfjärilar. Inga underarter finns listade i Catalogue of Life.